# Edward Stachurski
Edward Stachurski (ur. 1942, zm. 30 listopada 2022) – polski językoznawca, prof. dr hab.

## Życiorys
W 1990 habilitował się na podstawie pracy zatytułowanej Słownictwo w utworach polskich naturalistów. Badania statystyczne. 26 stycznia 1999 uzyskał tytuł profesora nauk humanistycznych. Pracował w Instytucie Filologii Polskiej na Wydziale Filologicznym Uniwersytetu Pedagogicznego im. Komisji Edukacji Narodowej w Krakowie.
Był członkiem Komisji Językoznawstwa Oddziału Polskiej Akademii Nauk w Krakowie.